# Arimont
Arimont è un villaggio del comune e città belga di Malmedy situato nella regione Vallonia nella provincia di Liegi.
Prima della fusione dei comuni del 1977, Arimont faceva parte del comune di Bévercé.

## Situazione
Situato tra Malmedy e Waimes, Arimont sparpaglia le sue abitazioni su un territorio piuttosto esteso costituito da prati e situato sul versante meridionale del Warchenne. Arimont si trova a circa 3 km a est del centro di Malmedy e 4 km a ovest di Waimes.

## Turismo e tempo libero
Arimont dispone di un parco giochi, ristoranti, agriturismi, bed and breakfast, un campeggio e un'importante area turistica situata a nord della frazione sulle rive del fiume Warchenne (Val d'Arimont).